# カントリーベア・ジャンボリー
- ディズニーパーク > 東京ディズニーリゾート > 東京ディズニーランド

- - ウエスタンランド > カントリーベア・ジャンボリー

- - 東京ディズニーランドのアトラクションの一覧 > カントリーベア・ジャンボリー

カントリーベア・ジャンボリー(Country Bear Jamboree)とは、世界のディズニーパークにあるアトラクションである。

## このアトラクションが存在するパーク
- マジック・キングダム（ウォルト・ディズニー・ワールド・リゾート）
- 東京ディズニーランド（東京ディズニーリゾート）

## このアトラクションが存在したパーク
- ディズニーランド（ディズニーランド・リゾート）

## 概要
1971年10月1日にウォルト・ディズニー・ワールドが開園した時にオープンしたアトラクションで主要なパークアトラクションがディズニーランド以外の場所でオープンしたのは初めての事で、オーディオ・アニマトロニクスを搭載した18頭の熊達がカントリー・ミュージックの演奏会を披露する。
尚、このアトラクションはミネラル・キング・スキー・リゾートの為に計画され、1960年代に建設はスタートした。
2002年には、このアトラクションが元になった映画『カントリーベアーズ』が公開された。

## 各施設紹介

### ディズニーランド
| カントリーベア劇場 | カントリーベア劇場 | カントリーベア劇場 | カントリーベア劇場 |
| ------------------ | ------------------ | ------------------ | ------------------ |
| オープン日         | オープン日         | 1972年3月24日      | 1972年3月24日      |
| クローズ日         | クローズ日         | 2001年9月9日       | 2001年9月9日       |
| スポンサー         | スポンサー         | なし               | なし               |
| 利用制限           |                    | なし               | なし               |
| シングルライダー   |                    |                    |                    |

カントリーベア劇場はディズニーランド・クリッターカントリーで1971年～2001年まで開催されていた音楽ショー形式のアトラクション。
オープン時はアトラクション名も「カントリーベア・ジャンボリー」だったが、1984年11月に「カントリーベア・クリスマス・スペシャル」を公演。更に1986年2月に「カントリーベア・バケーション・ホーダウン」が公演され、これに伴い1986年7月4日に「カントリーベア劇場」に名称を変更。2001年9月9日、プーさんの冒険の建設に伴いクローズ(同アトラクション内に、前身のアトラクションのキャラクター、マックス、バフ、メルビンの3頭の人形が残されている)。

### マジック・キングダム
| カントリーベア・ジャンボリー Country Bear Jamboree | カントリーベア・ジャンボリー Country Bear Jamboree | カントリーベア・ジャンボリー Country Bear Jamboree    | カントリーベア・ジャンボリー Country Bear Jamboree    |
| -------------------------------------------------- | -------------------------------------------------- | ----------------------------------------------------- | ----------------------------------------------------- |
| オープン日                                         | オープン日                                         | 1971年10月1日（マジック・キングダムと同時にオープン） | 1971年10月1日（マジック・キングダムと同時にオープン） |
| スポンサー                                         | スポンサー                                         | なし                                                  | なし                                                  |
| 利用制限                                           |                                                    | なし                                                  | なし                                                  |
| シングルライダー                                   |                                                    |                                                       |                                                       |

### 東京ディズニーランド
| カントリーベア・シアター Country Bear Theater | カントリーベア・シアター Country Bear Theater | カントリーベア・シアター Country Bear Theater        | カントリーベア・シアター Country Bear Theater        |
| --------------------------------------------- | --------------------------------------------- | ---------------------------------------------------- | ---------------------------------------------------- |
| オープン日                                    | オープン日                                    | 1983年4月15日 (東京ディズニーランドと同時にオープン) | 1983年4月15日 (東京ディズニーランドと同時にオープン) |
| スポンサー                                    | スポンサー                                    | ハウス食品                                           | ハウス食品                                           |
| 所要時間                                      | 所要時間                                      | 通常約14分 夏期約16分 冬期約18分                     | 通常約14分 夏期約16分 冬期約18分                     |
| 定員                                          | 定員                                          | 306人                                                | 306人                                                |
| 利用制限                                      |                                               | なし                                                 | なし                                                 |
| ファストパス                                  | ファストパス                                  |                                                      | 対象外                                               |
| シングルライダー                              | シングルライダー                              |                                                      | 対象外                                               |

カントリーベア・シアター(Country Bear Theater)は東京ディズニーランド・ウエスタンランドにある音楽ショー形式のアトラクション。
開園時は「カントリーベア・ジャンボリー」だったが季節の公演が行われることに伴い1989年3月18日に、アトラクション名が「カントリーベア・シアター」に変更された。
1991年11月28日には「カントリーベア・クリスマス・スペシャル」の日本語版・「ジングルベル・ジャンボリー」が、また1994年7月15日に夏期の「カントリーベア・バケーション・ホーダウン」の日本語版・「バケーション・ジャンボリー」が公演開始となり、毎年の恒例となっている。
2011年の夏には1994年より行っていた「バケーション・ジャンボリー」への変更が行われず、「カントリーベア・ジャンボリー」が継続して上演された。2012年4月28日より2年ぶりに「バケーション・ジャンボリー」の公演スタート。
2020年は再度「バケーション・ジャンボリー」への変更や、1991年より行っていた「ジングルベル・ジャンボリー」への変更が行われなかった為、「カントリーベア・ジャンボリー」のみが上演される年となった。
2024年5月17日から11月7日にかけて、5年ぶりの「バケーション・ジャンボリー」の公演スタート。

## 出演キャラクター
ヘンリー
カントリーベア・バンドのリーダー。司会進行役を務める他、自らも歌やギター演奏を行う。しっかり者だが、それぞれ個性的なメンバーをまとめるのに苦労している。
ゴーマー
ピアノ伴奏担当。寡黙でひたすら演奏に徹しているが、長身を活かして夏期・冬季はオシャレなコスチュームを身につけている。紳士的で優しい。好物は蜂蜜らしく、ピアノの上には蜂の巣が置いてある。
ザ・ファイブ・ベア・ラグズ
ジグ
ザ・ファイブ・ベア・ラグズのリーダー。バンジョーを演奏する。
ゼブ
バイオリンを演奏する。
テッド
空き瓶を吹いたり、洗濯板を鳴らすなどリズムパート担当。
フレッド
父の形見のハーモニカを演奏。
テネシー
ギターに似た1本弦の楽器を演奏する他、夏季・冬季はジグ、ゼブと共にボーカルも担当する。
オスカー
ゼブの子供の小熊。演奏が終わると、持っている熊のぬいぐるみを鳴らす。

ウェンデル
お調子者で、よくヘンリーを困らせている。夏期はフラッシュ撮影をして怒られ、冬季はライフル銃を暴発させて大騒ぎを起こす。
リバーリップス・マックグロウ
突き出た唇が特徴的。夏期・冬季では、エルヴィス・プレスリー風の衣装でエレキギターを演奏しながらロックを歌う。
シェーカー（テレンス）
本名はテレンスだが、尻を揺らしながら歌うため、みんなからはシェーカーと呼ばれている。夏期はタコのドロレスに惚れられて吸い付かれたり、冬季は寒さで白熊のように真っ白になって凍りそうになるなど、損な役回りが多い。
ビッグ・アル
メンバーの最長老。いつも酔っぱらっていて、音程も外しっぱなし。夏期はみんなが海に遊びに行く中、一人山に出かけて遭難し、冬季はクリスマスなのに1人だけもう新年を祝っている。
なお、ウェンデル、リバーリップス、シェーカー、ビッグ・アルの4頭は、ウエスタンランドのキャラクターグリーティングや、一部のショー・パレードに出演する。
トリキシー
失恋ばかりしているため、悲しいラブソングが得意。ただ失恋すると、やけ食いしてしまうのが玉に瑕。
ザ・サンボンネッツ（バニー、バブルス、ビューラ）
フロリダからやって来た三人組の女の子熊。息のあったコーラスを披露する。
サンボンネットとは、つばの広い帽子の一種で、彼女達がショーで着用しているもの。
向かって左側から、バブルス、バニー、ビューラの順で並んでいる。
アーネスト
オシャレで気取り屋のバイオリン弾き。どのシーズンでも、ザ・ファイブ・ベア・ラグズと一緒に登場する。ツアーの度にたくさんの衣装を持ち歩くので『DUDE（気どり屋）』と呼ばれている。
テディ・バラ
セクシーなビジュアルが特徴の『スウィングの女王』。ヘンリーの恋人でもある。毎回ブランコに乗って、天井から登場する。冬季はスキーの事故で脚を骨折してしまい、足のギプスには仲間達のサインがびっしり書かれている。
ルーファス
夏期・冬季のみ登場する裏方スタッフの熊。一切姿を見せず、声のみの出演。
マックス
アカシカの若鹿。カントリーベア・バンドの大ファンで、ヘンリーの友達。シアターの右側で剥製のように飾られている（バフ、メルビンも同様）。冬季は鼻に電球を灯して赤鼻のトナカイに扮する。
バフ
マックスやメルビンのまとめ役のバッファロー。厳つい外見とは裏腹に、周りをたしなめる役割が多い。
メルビン
年配のヘラジカ。マイペースで少し皮肉屋。
サミー
通常時と冬季に登場するアライグマ。普段は、ヘンリーの帽子に隠れている。
サニー
夏期のみ、サミーの代わりに登場するスカンク。ショーに出たくて、飛び入り参加する。
ウェブスター
冬季のみ登場する、シェーカーの友達のペンギン。近々、故郷の南極に帰る予定。
ドロレス
夏期のみ登場する女の子のタコ。蛸壺にはまったシェーカーを助けて一目惚れしてしまう。

## 演奏曲目
括弧内は歌うキャラクター、※は日本語歌詞

### カントリーベア・ジャンボリーの演奏曲目
1. Pianjo
2. ベアバンドセレナーデ（ヘンリー）
3. フラクチャード・フォークソング（ヘンリー、ウェンデル）※
4. My Woman Ain't Pretty (But She Don't Sware None)（リバーリップス）
5. Mama, Don't Whip Little Buford（ヘンリー、ウェンデル）※
6. Tears Will Be the Chaser For My Wine（トリキシー）
7. Pretty Little Devilish Mary（ジグ、ゼブ）
8. How Long Will My Baby Be Gone（シェーカー）
9. All the Guys That Turn Me On Turn Me Down（バニー、バブルス、ビューラー）
10. If Ya Can't Bite, Don't Growl（アーネスト）
11. Heart We Did All That We Could（テディ・バラ）
12. Blood on the Saddle（ビッグ・アル）
13. デビー・クロケットの唄（ヘンリー、サミー）※
14. オレ スルーフット（全員）
15. カム・アゲイン（ヘンリー、サミー、マックス、バフ、メルビン）※

### バケーション・ジャンボリーの演奏曲目
1. グレート・アウトドアーズ（ヘンリー、ジグ、ゼブ、テネシー）※
2. オン・ザ・ロード・アゲイン（ウェンデル）※
3. エイキィ・ブレイキィ・ハート（英語版）（トリキシー） 1番と3番は日本語歌詞、2番は英語歌詞
4. オーバー・マイ・ヘッド（シェーカー、ドロレス）※
5. カリフォルニアガールズ（バニー、バブルス、ビューラー）
6. 監獄ロック（リバーリップス、バニー、バブルス、ビューラー）
7. 雨に唄えば（テディ・バラ、ヘンリー）
8. マウンテン・ミュージック（アーネスト、ヘンリー、ジグ、ゼブ、テネシー）※
9. 線路は続くよどこまでも（ビッグ・アル） ※原曲とはまったく異なり、キャンプの行き先を間違え道に迷った自身を歌い上げる
10. ヴァケイション（サニー、バニー、バブルス、ビューラー） ※
11. 草競馬（全員）※
12. あの子が山にやってくる（全員）※
13. わらの中の七面鳥（演奏のみ）
14. ヴァケイション（全員）※

### ジングルベル・ジャンボリーの演奏曲目
1. ジングルベル（ヘンリー）※
2. トラックス・イン・ザ・スノー（ヘンリー、ジグ、テネシー）※
3. 12日間のクリスマス（英語版）（ウェンデル）※
4. Have Yourself a Merry Little Christmas（英語版）（トリキシー）（Grizzly Bearが歌詞に含まれるなど歌詞は原曲とは若干異なる）
5. ひいらぎ飾ろう（ヘンリー、ジグ、テネシー）※
6. ロックンロール・サンタ（リバーリップス）
7. ブルークリスマス（シェーカー）※
8. そりすべり（バニー、バブルス、ビューラー、バフ、マックス、メルビン)
9. ハングリー・アズ・ア・ベア（アーネスト、ジグ、テネシー）※
10. ザ・クリスマス・ソング（テディ・バラ、ヘンリー）
11. 蛍の光（ビッグ・アル）原曲とはまったく異なり、年末に嫁がペットの犬を連れていって出て行ってしまった事を切々と歌い上げる。途中、バフたちのツッコミ（日本語）もある。
12. サンタが街にやって来る（ヘンリー、サミー、バニー、バブルス、ビューラー）※
13. 赤鼻のトナカイ（マックス、バフ、メルビン、ヘンリー、サミー、バニー、バブルス、ビューラー)※
14. ウィンター・ワンダーランド（全員）